# Gestão de vendas
A Gestão de vendas é uma função exercida, geralmente, por um diretor comercial ou gerente de equipe de vendas. O papel da gestão de vendas nas organizações é o de gerir os canais de vendas e seus recursos, buscando maximizar os resultados da empresa. O gestor de vendas supervisiona as pessoas, os processos e os serviços pertencentes à força de vendas.